# Villa Heimchen (Hannover)

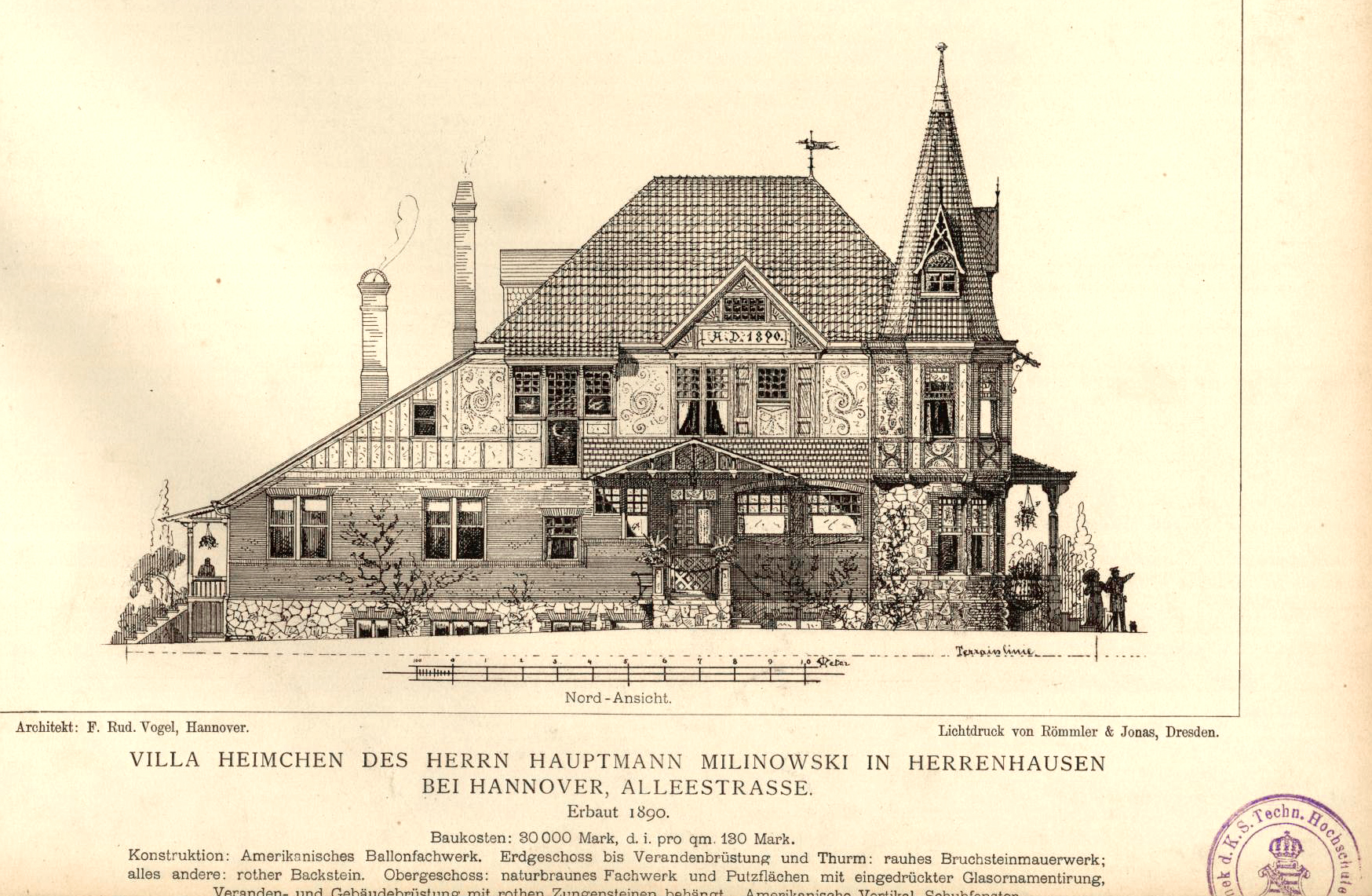
„Konstruktion: Amerikanisches Ballonfachwerk“; die 1890 erbaute Villa Heimchen war mit Glasornamentierung verziert und besaß anfangs auch „Amerikanische Vertikal-Schubfenster“

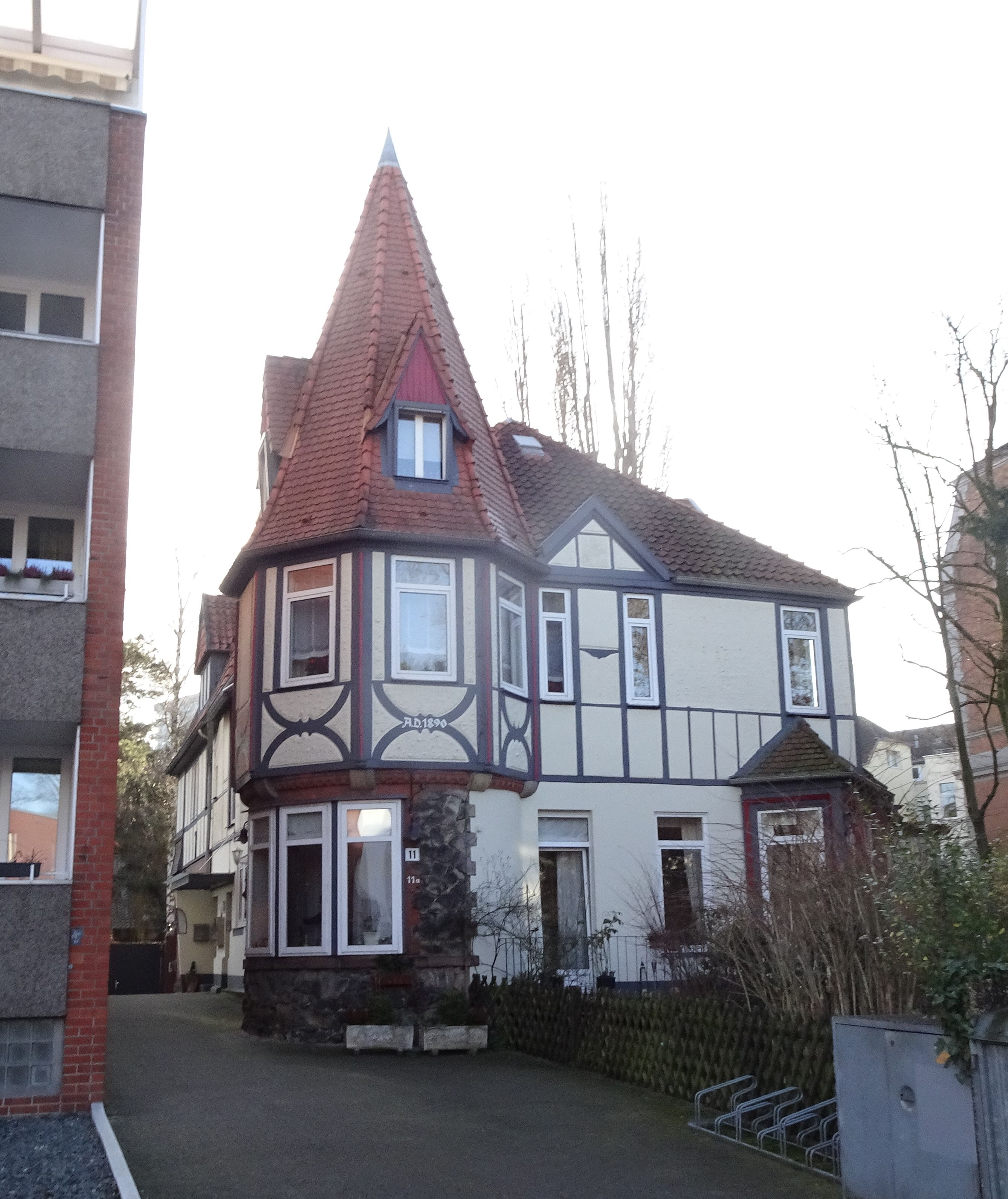
Villa Heimchen (2020)

Die Villa Heimchen ist eine Villa in der Alleestraße in der Nordstadt von Hannover aus dem Jahr 1890. Sie war Ende des 19. Jahrhunderts die erste auf dem Gebiet des heutigen Landes Niedersachsen errichtete Villa nach US-amerikanischem Vorbild.

## Geschichte und Beschreibung

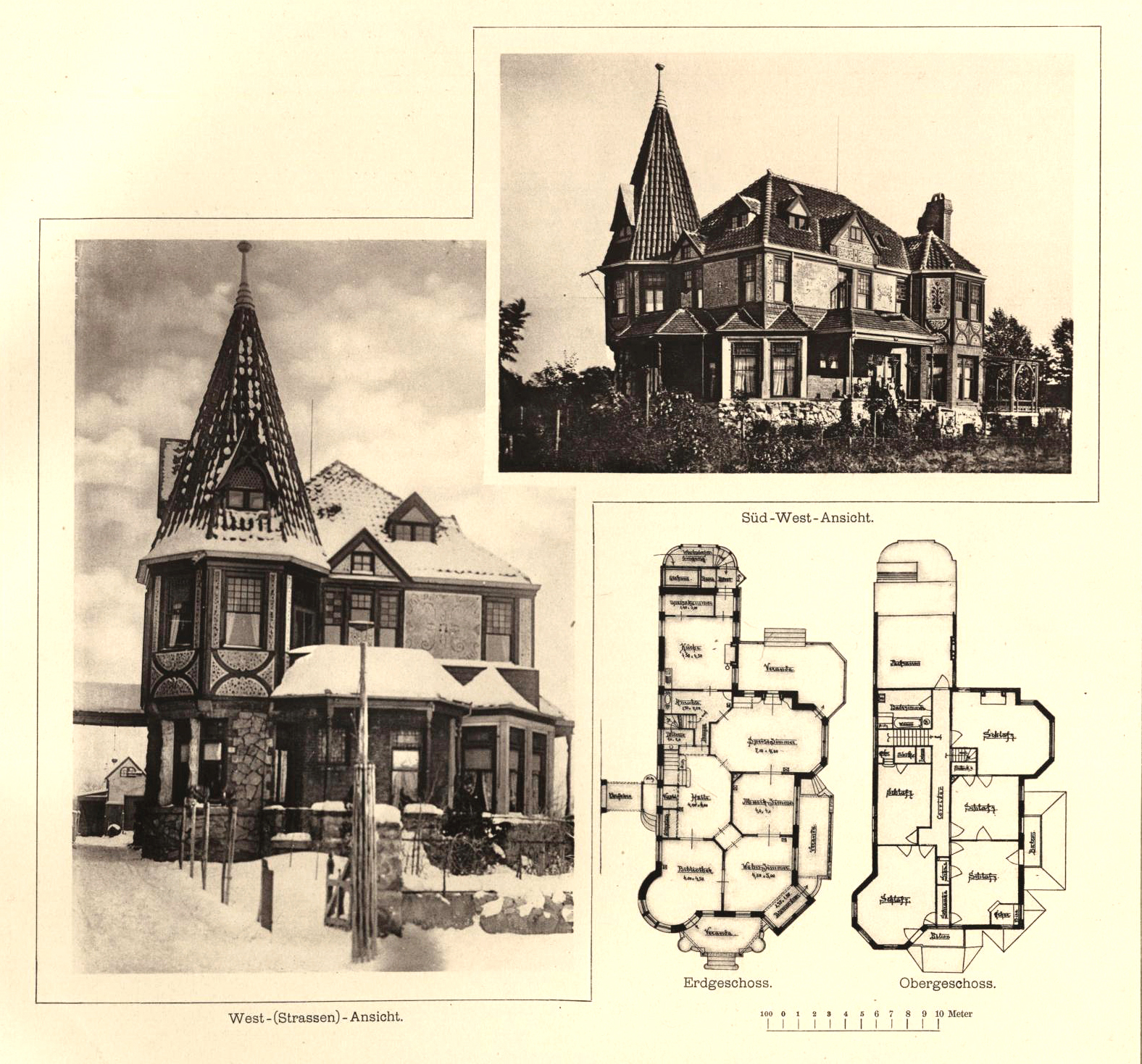
Im Lichtdruck durch Römmler & Jonas vervielfältigte Fotografien und zwei Grundrisse der Villa

Die Villa Heimchen entwarf ein Schüler von Conrad Wilhelm Hase, der Architekt F. Rudolf Vogel um 1885, stellte sie jedoch erst 1890 fertig für den „[...] Herrn Hauptmann Milinowski in Herrenhausen bei Hannover, Alleestraße“, zeitweilig mit der Hausnummer 10. Arthur Milinowski, Hauptmann à la suite des Grenadier-Regiment „König Friedrich II.“ (3. Ostpreußisches) Nr. 4, arbeitete als Lehrer an der hannoverschen Kriegsschule und wohnte 1892 unter der neuen Hausnummer Alleestraße 7. Nach anderer Darstellung war es jedoch des Hauptmanns Ehefrau, die US-amerikanische Fabrikantentochter Harriot Ransom Milinowski, die den Auftrag für das erste „American House“ in der seinerzeit preußischen Provinz Hannover gab – und wohl auch das Geld für die Immobilie.
Das zweigeschossige Gebäude mit Mansarddach und Ecktürmchen wurde als Holzrahmenbau konstruiert. Das Erdgeschoss bis zur Brüstung der Veranda und bis zum Turmaufsatz wurde aus rau gehauenem Bruchstein gemauert. Das restliche Mauerwerk bestand aus roten Backsteinen. Das Obergeschoss hingegen wurde in naturbraunem Fachwerk ausgeführt und wies Putzflächen mit eingedrückter Glasornamentierung auf. Die Veranden- und Gebäudebrüstungen waren mit roten „Zungensteinen behängt“. Das Tageslicht gelangte ursprünglich durch „Amerikanische Vertikal-Schubfenster“ in das Gebäudeinnere. Die Baukosten für die Villa betrugen seinerzeit rund 30.000 Mark, also rund 130 Mark pro Quadratmeter.
Bezugnehmend auf das von ihm errichtete Gebäude publizierte der Architekt und Hase-Schüler Rudolf Vogel seine in Hannover erschienene Schrift Das amerikanische Haus (siehe Literatur).